# ウルトラシリーズの作品一覧
ウルトラシリーズの作品一覧（ウルトラシリーズのさくひんいちらん）は、特撮テレビ番組を中心とした『ウルトラシリーズ』の作品一覧である。

## TBS版『ウルトラシリーズ』
ウルトラQ
1966年1月2日 - 7月3日。全28話（初回放送全27話）。
ウルトラマン
1966年7月17日 - 1967年4月9日放送。前夜祭＋全39話。
キャプテンウルトラ
1967年4月16日 - 9月24日放送。全24話。
ウルトラセブン
1967年10月1日 - 1968年9月8日放送。全49話。
怪奇大作戦
1968年9月15日 - 1969年3月9日放送。全26話。

## テレビシリーズ

### 第1期ウルトラシリーズ（空想特撮シリーズ）
ウルトラQ
1966年1月2日 - 7月3日放送。全28話。
ウルトラマン
1966年7月17日 - 1967年4月9日放送。全39話。
ウルトラセブン
1967年10月1日 - 1968年9月8日放送。全49話。

### 第2期ウルトラシリーズ
帰ってきたウルトラマン
1971年4月2日 - 1972年3月31日放送。全51話。
ウルトラマンA
1972年4月7日 - 1973年3月30日放送。全52話。
ウルトラマンタロウ
1973年4月6日 - 1974年4月5日放送。全53話。
ウルトラマンレオ
1974年4月12日 - 1975年3月28日放送。全51話。

### 第3期ウルトラシリーズ
ザ☆ウルトラマン
1979年4月4日 - 1980年3月26日放送。全50話（アニメ作品）。
ウルトラマン80
1980年4月2日 - 1981年3月25日放送。全50話。

### ウルトラマンキッズ（テレビアニメ）
ウルトラマンキッズのことわざ物語
1986年4月16日 - 11月19日放送。
ウルトラマンキッズ 母をたずねて3000万光年
1991年11月17日 - 1992年5月24日放送。（NHKBS2、NHK教育）。

### 日本国外製作展開
ウルトラマンG
1990年9月 - 1991年5月（ソフト発売、全7巻、全13話）。オーストラリアとの合作によるオリジナルビデオシリーズ。
1991年12月23日 - 1992年1月4日（NHK-BS2で放送）。
ウルトラマンパワード
1993年12月 - 1994年8月（ソフト発売、全7巻、全13話）。アメリカとの合作によるオリジナルビデオシリーズ。
1995年4月8日 - 7月1日（TBSで放送）。エンディングテーマがビデオ版から変更されている。

### 日本国内のテレビスペシャル展開
平成ウルトラセブン
ウルトラセブン 太陽エネルギー作戦
1994年3月21日放送。
ウルトラセブン 地球星人の大地
1994年10月10日放送。

### 平成第1期ウルトラシリーズ（平成ウルトラマン三部作）
ウルトラマンティガ
1996年9月7日 - 1997年8月30日放送。全52話。
ウルトラマンダイナ
1997年9月6日 - 1998年8月29日放送。全51話。
ウルトラマンガイア
1998年9月5日 - 1999年8月28日放送。全51話。

### 平成第2期ウルトラシリーズ （ハイコンセプト・ウルトラマン）
※ウルトラマンコスモスを除き、ネクサス以降からの通称である。
ウルトラマンコスモス
2001年7月7日 - 2002年9月28日放送。全65話（初回放送分は60話）。
ウルトラマンネクサス
2004年10月2日 - 2005年6月25日放送。全37話（ほか、extra1話）。
ウルトラマンマックス
2005年7月2日 - 2006年4月1日放送。全39話（ほか、総集編1回放送）。
ウルトラマンメビウス
2006年4月8日 - 2007年3月31日放送。全50話。

### ウルトラギャラクシー大怪獣バトル / ウルトラマンゼロシリーズ
ウルトラギャラクシー大怪獣バトル
2007年12月1日 - 2008年2月23日放送。全13話。
ウルトラギャラクシー大怪獣バトル NEVER ENDING ODYSSEY
2008年12月20日 - 2009年3月14日放送。全13話。
ウルトラゼロファイト
2012年8月1日 - 9月19日（第1部） / 2012年12月12日 - 2013年3月27日（第2部）放送。全23話。
大怪獣ラッシュ ウルトラフロンティア
2013年9月18日 - 10月16日 / 2014年1月15日 - 2月5日（1st）
2014年6月24日 - 7月8日 / 2014年9月9日 - 10月14日（2nd）放送。通算全18話。

### 平成第3期ウルトラシリーズ（ニュージェネレーションヒーローズ）
ウルトラマンギンガ
2013年7月10日 - 8月14日（前期） / 2013年11月20日 - 12月18日（後期） / 2014年2月26日（番外）放送。全11話+番外編1話。
ウルトラマンギンガS
2014年7月15日 - 9月2日（前期） / 11月4日 - 12月23日（後期）放送。全16話。
ウルトラファイトビクトリー
2015年3月31日 - 6月23日放送。全13話。
ウルトラマンX
2015年7月14日 - 2016年1月5日放送。全22話+特別編3話。
ウルトラマンオーブ
2016年7月9日 - 12月24日放送。全25話。
ウルトラファイトオーブ 親子の力、おかりします!
2017年4月15日 - 6月3日放送。全8話。
ウルトラマンジード
2017年7月8日 - 12月23日放送。全25話。
ウルトラマンR/B
2018年7月7日 - 12月22日放送。全25話。

### 令和第1期ウルトラシリーズ（ニュージェネレーションヒーローズ）
ウルトラマンタイガ
2019年7月6日 - 12月28日放送。全25話+特別編。
ウルトラマンZ
2020年6月20日 - 12月26日放送。全25話+特別編3話。
ウルトラマントリガー NEW GENERATION TIGA
2021年7月10日  -  2022年1月22日放送。全25話+特別総集編3話。
ウルトラマンデッカー
2022年7月9日  - 2023年1月21日放送。全25話+特別総集編3話。
ウルトラマンブレーザー
2023年7月8日  - 2024年1月20日放送。全25話＋特別総集編3話。
ウルトラマンアーク
2024年7月6日  - 2025年1月18日放送。全25話+特別総集編3話。
ウルトラマンオメガ
2025年7月5日  - 放送中。

### 夜間番組
ウルトラQ dark fantasy
2004年4月6日 - 9月28日放送。全26話。
ULTRASEVEN X
2007年10月5日 - 12月21日放送。全12話。
ウルトラゾーン
2011年10月16日 - 2012年3月25日放送。全23話。
ネオ・ウルトラQ
2013年1月12日 - 3月30日放送。全12話。

## その他のテレビ番組

### 帯番組
『ウルトラファイト』と『メロス』と『ナイス』はTBS系。その他はすべてテレビ東京（東京12チャンネル）系。CS放送でも帯番組を放送。
- 歴代ウルトラマンと怪獣の対決をダイジェスト版でまとめたミニ番組。
  - ウルトラファイト（帯番組、1970年9月28日 - 1971年9月24日）
  - アンドロメロス（帯番組、1983年2月28日 - 1983年4月29日）
  - ウルトラ怪獣大百科（帯番組、1988年4月1日 - 1989年3月31日）
  - ウルトラ怪獣大図鑑（帯番組、1989年4月4日 - 1990年3月30日）
  - ウルトラマンM715（帯番組、1990年4月2日 - 1991年3月29日）
  - ウルトラマンM715 ウルトラヒーロー必殺技大研究（帯番組、1991年4月1日 - 1992年3月31日）
  - ウルトラマンM730 ウルトラ怪獣攻げき技大図鑑（帯番組、1992年4月1日 - 1993年3月31日）
  - ウルトラマンM730 ウルトラ怪獣バトルゲーム（帯番組、1993年4月1日 - 1994年3月31日）
  - ウルトラマンM730 ウルトラ怪獣データバンク（帯番組、1995年4月3日 - 1996年3月29日）
  - ウルトラマンナイス（TBS系ウルトラマンティガ再放送枠内、1999年10月 - 2000年9月）
  - ウルトラマンボーイのウルころ（帯番組、2003年9月29日 - 2004年10月1日）
- テレビ人形劇
  - ウルトラマンM730 ウルトラマンランド（帯番組、1996年4月1日 - 1996年9月30日）
- その他
  - 　おまたせ!一挙大公開 ウルトラマン大全集 (帯番組、1988年12月26日 - 12月30日)
    - 決定! ウルトラマンベストテン (帯番組、1989年7月25日 - 7月28日)
    - ウルトラマン7つのナゾを追え!! (帯番組、1990年1月4日 - 1月5日)

  - ウルトラマンM730 シュワッチ! イングリッシュ（帯番組、1994年4月3日 - 1995年3月31日）
- ウルトラ体操シリーズ
  - みんなでトライ!ウルトラマンA体操（CS放送ファミリー劇場 2006年）
  - いっしょにトライ!ウルトラマンタロウ親子体操（CS放送ファミリー劇場 2007年）
  - そろってファイト!ウルトラマンレオ体操（CS放送ファミリー劇場 2008年5月19日 - 2009年3月）
  - 大怪獣バトル体操（CS放送ファミリー劇場 2009年7月13日 - 2010年）
  - ウルトラマン80体操（CS放送ファミリー劇場 2010年7月5日 - ）
  - 帰ってきたウルトラマン体操（CS放送ファミリー劇場 2011年9月 - 2012年）

### 厳選番組
ウルトラマン列伝
2011年7月6日 - 2013年6月26日放送。全104話。
新ウルトラマン列伝
2013年7月3日 - 2016年6月25日放送。全155話。
ウルトラマンゼロ THE CHRONICLE
2017年1月7日 - 6月24日。全25話。
ウルトラマンオーブ THE CHRONICLE
2018年1月6日 -　6月30日。全26話。
ウルトラマン ニュージェネレーションクロニクル
2019年1月5日 - 6月29日。全26話。
ウルトラマン クロニクル ZERO&GEED
2020年1月11日 - 6月13日。全23話。
ウルトラマン クロニクルZ ヒーローズオデッセイ
2021年1月9日 - 6月26日。全25話。
ウルトラマン クロニクルD
2022年1月29日 - 6月25日。全22話。
ウルトラマン ニュージェネレーション スターズ
第1期：2023年1月28日 - 6月24日。全22話。
第2期：2024年1月27日 - 6月22日。全22話。

### オリジナルドラマ
- 潮風にとべ!!ウルトラマン（1988年8月 TBS系）：『第2回TBS新鋭シナリオ大賞』受賞作のドラマ化。
- ウルトラマンをつくった男たち 星の林に月の舟（1989年3月21日 TBS系）
- 超人刑事シュワッチ（1990年3月  TBS系）：ダメ刑事がウルトラマンから貰ったアイテムで活躍する『ドラマチック22』枠で放送された、単発2時間のアクションコメディードラマ。
- 私が愛したウルトラセブン（1993年2月13日、20日 NHK）
- ウルトラマンになりたかった男（1993年10月18日 TBS系）
- 怪獣倶楽部〜空想特撮青春記〜（2017年6月 MBS/TBSドラマイズム）
- ふたりのウルトラマン（2022年4月28日 NHK）

### ゲスト出演
- 飛び出せ!青春 - ブラックキングの撮影用スーツが登場。
- チビラくん
- レッドマン
- 時間ですよ
- コメットさん（第2期） - セブン&タロウ&レオ出演。
- 笑ってポン!番組内『紅白仮面』
- うちの子にかぎって - カネゴン出演。
- 予備校ブギ - 最終回で薫（織田裕二）が茂樹（緒形直人）を励ますため、ゼットンの着ぐるみを着て登場。
- オレたちひょうきん族 - タケちゃんマンのコーナーで（アミダばばあ）が顔出しのクレッセント、（タケちゃんマン）が顔出しのジャミラに変身した。また、ザリガニが巨大化したという設定でバルタン星人も登場している。
- 有言実行三姉妹シュシュトリアン 第40話「ウルトラマンに逢いたい」 - 初代ウルトラマン、バルタン星人、エレキング、ガラモン、ゴモラ、ダダ、ブースカ、黒部進、円谷一夫が出演[注釈 4]。
- 月曜ドラマランド枠『ザ・サムライ』 - 円谷プロ制作でアトラク怪獣が登場。冒頭キャッチで初代ウルトラマンが監督で登場。
- とんねるずのみなさんのおかげです内『ウルトラマンゼアス パロディ篇』 - ウルトラ兄弟が出演[注釈 5]。
- めちゃ×2イケてるッ! - 『大怪獣バトル ウルトラ銀河伝説 THE MOVIE』への出演を巡って、多くの怪獣とその審査をするウルトラマンたちが出演。

### アニメ作品
- ウピンとイピン（2014年、マレーシア番組、ウルトラマンリブット出演作）[注釈 1]
- アニメ怪獣酒場 カンパーイ!（2015年）
- Peeping Life×怪獣酒場 かいじゅうたちがいるところ（2015年）
- 怪獣娘（かいじゅうがーるず） 〜ウルトラ怪獣擬人化計画〜
- かいじゅうステップ ワンダバダ（2019年 - 2021年）
- ULTRAMAN（2019年 - 2023年）

### 情報番組
- デュア!!ウルトラマンランド スパあらおリゾート情報番組（1996年10月12日 - 2002年9月28日）
  - 三井グリーンランドとウルトラマンランドで収録されたローカル番組。
- ウルトラ情報局（2002年 ファミリー劇場）
- ウルトラシリーズのすべて（2002年-2010年 ファミリー劇場）
- ウルバラM78（2002年 ep放送）ウルトラマンピクト出演
- ウルトラ怪獣散歩（2014年8月2日 CS放送 フジテレビONE）
- ウルトラマン ザ・プライム〜平成ウルトラ激闘編〜 (2017年 Amazon Prime Video)

### 関連特番
- ウルトラQは怪獣の世界（1965年12月25日、TBS）放送前前夜祭、進行役晴乃チック・タック
- 現代の主役 ウルトラQのおやじ（1966年6月2日、TBS）
- 初公開!ウルトラマン裏のウラ（1989年3月21日、TBS）
- 今、蘇る『ウルトラQ』の世界（1990年4月）
- 特宝〜ウルトラマン放送50年のお宝大集合〜（単独：2016年4月9日、シリーズ：2016年7月10日 - 2017年3月 全5話、スカパー!4K総合）
- 歴史秘話 ウルトラマンヒストリア（2022年7月30日 NHK BSプレミアム）
- 発表！全ウルトラマン大投票（2022年9月10日 NHK BSプレミアム）

### 再放送番組
- 泉麻人のウルトラ倶楽部 - 1987年夏にTBSが深夜帯に『ウルトラQ』と『ウルトラセブン』の再放送を行った時のタイトル。
  - 『Q』は製作順、『セブン』は監督別で1日に2話ずつ放映された。泉麻人は本編の放映前に登場し、解説を行った。

### 情報バラエティ番組
- うるとら7:00 - 1986年から1996年まで日本テレビで放送された情報バラエティー番組。タイトルは「ウルトラセブン」のパロディで、番組初期はウルトラセブンがマスコットキャラクターとして出演していた。また、情報コーナーにはウルトラマンと縁の深い円谷プロダクション創始者の円谷英二の孫・円谷優子も出演していた。
- ウル活ライフ 〜Aマッソ加納がウルトラ沼にはまるまで〜（2024年2月14日 - 、TSUBURAYA IMAGINATION配信）

## 映画

### 昭和期
- 長篇怪獣映画ウルトラマン：1967年7月22日公開
- ウルトラセブン：1968年7月21日公開。東映まんがまつり枠内
- ウルトラマン・ウルトラセブン モーレツ大怪獣戦：1969年3月21日公開（サークロラマ専用）
- 東宝チャンピオンまつり枠
  - 帰ってきたウルトラマン：1971年7月24日公開
  - 帰ってきたウルトラマン 竜巻怪獣の恐怖：1971年12月12日公開
  - 帰ってきたウルトラマン 次郎くん怪獣に乗る：1972年3月12日公開
  - ウルトラマンタロウ：1973年8月1日公開
  - ウルトラマンタロウ 燃えろ! ウルトラ6兄弟：1973年12月20日公開
  - ウルトラマンタロウ 血を吸う花は少女の精：1974年3月21日公開
- 実相寺昭雄監督作品ウルトラマン：1979年3月17日公開
- ウルトラ6兄弟VS怪獣軍団：1979年3月17日（東京地方は4月28日）公開
  - ウルトラマンレオ レオ兄弟対怪獣兄弟：1979年4月28日公開
- ウルトラマン怪獣大決戦：1979年7月21日公開
  - ウルトラマンレオ かなしみのさすらい怪獣：1979年7月21日公開
- ウルトラマンZOFFY ウルトラの戦士VS大怪獣軍団：1984年3月17日公開
- ウルトラマン物語：1984年7月14日公開

### 平成期
- ウルトラマン大会（フェスティバル）：1989年4月28日公開
  - ウルトラマン 恐怖のルート87
  - ウルトラマンA 大蟻超獣対ウルトラ兄弟
- ウルトラQ ザ・ムービー 星の伝説：1990年4月14日公開[注釈 1][注釈 6]
  - ウルトラQ 五郎とゴロー：1990年4月14日公開[注釈 7]
  - ウルトラQ 1/8計画：1990年4月14日公開[注釈 7]
- ウルトラマンG ゴーデスの逆襲：1990年12月15日公開
  - ウルトラマンG 怪獣撃滅作戦：1990年12月15日公開
- ウルトラマン ワンダフルワールド：1996年3月9日公開
  - 甦れ!ウルトラマン
  - ウルトラマンゼアス
- ウルトラマンゼアス2 超人大戦・光と影：1997年4月12日公開
- ウルトラマンティガ&ウルトラマンダイナ 光の星の戦士たち：1998年3月14日公開
- ウルトラマンティガ・ウルトラマンダイナ&ウルトラマンガイア 超時空の大決戦：1999年3月6日公開
- ウルトラマンティガ THE FINAL ODYSSEY：2000年3月11日公開
- ウルトラマンコスモス THE FIRST CONTACT：2001年7月20日公開
- ウルトラマンコスモス2 THE BLUE PLANET：2002年8月3日公開
  - 新世紀ウルトラマン伝説：2002年8月3日公開
- ウルトラマンコスモス2 THE BLUE PLANET ムサシ（13才）少年編：2002年9月7日公開
- ウルトラマンコスモスVSウルトラマンジャスティス THE FINAL BATTLE：2003年8月2日公開
  - 新世紀2003ウルトラマン伝説 THE KING'S JUBILEE：2003年8月2日公開
- ULTRAMAN：2004年12月18日公開
- ウルトラマンメビウス&ウルトラ兄弟：2006年9月16日公開
- 大決戦!超ウルトラ8兄弟：2008年9月13日公開
- 大怪獣バトル ウルトラ銀河伝説 THE MOVIE：2009年12月12日公開
- ウルトラマンゼロ THE MOVIE 超決戦!ベリアル銀河帝国：2010年12月23日公開
- ウルトラマンサーガ：2012年3月24日公開
- ウルトラマンギンガ 劇場スペシャル：2013年9月7日公開
- ネオ・ウルトラQ 特別上映：2013年11月9日 - 2014年2月9日（4部構成）公開
  - 総天然色ウルトラQ（第1話、第20話、第19話、第15話を併映）
- ウルトラマンギンガ 劇場スペシャル ウルトラ怪獣☆ヒーロー大乱戦!：2014年3月15日公開
- 劇場版 ウルトラマンギンガS 決戦!ウルトラ10勇士!!：2015年3月14日公開
- 劇場版 ウルトラマンX きたぞ！われらのウルトラマン：2016年3月12日公開
- 劇場版 ウルトラマンオーブ 絆の力、おかりします!：2017年3月11日公開
- 劇場版 ウルトラマンジード つなぐぜ! 願い!!：2018年3月10日公開
- 劇場版 ウルトラマンR/B セレクト! 絆のクリスタル：2019年3月8日公開

### 令和期
- 劇場版 ウルトラマンタイガ ニュージェネクライマックス：2020年8月7日公開
- ウルトラマントリガー エピソードZ：2022年3月18日公開
- シン・ウルトラマン：2022年5月13日公開
  - ウルトラマン「禁じられた言葉」2022年7月8日公開（『シン』併映）
  - ウルトラマン「さらばウルトラマン」2022年7月22日公開（『シン』併映）
- 庵野秀明セレクション ウルトラマン 4K特別上映：2022年6月3日公開
- 『ウルトラセブン』55周年記念 4K特別上映：2022年10月1日公開
- ウルトラマンデッカー最終章 旅立ちの彼方へ…：2023年2月23日公開
- 円谷映画祭2023 Part1：2023年11月17日公開
  - 庵野秀明セレクション 4K『ウルトラセブン』
  - 劇場版ドキュメンタリー作品『ウルトラセブン Legend』
- 円谷映画祭2023 Part2：2023年12月1日公開
  - 空想特撮シリーズ ウルトラマン 4Kディスカバリー「生命のものがたり」
  - 庵野秀明セレクション『ウルトラマンタロウ』
- ウルトラマンブレーザー THE MOVIE 大怪獣首都激突：2024年2月23日公開
- 円谷映画祭2024 Part1：2024年10月4日公開
  - 空想特撮シリーズ ウルトラマン 4Kディスカバリー「浪漫のものがたり」
- 円谷映画祭2024 Part2：2024年10月18日公開
  - 空想特撮シリーズ ウルトラマン 4Kディスカバリー「仲間のものがたり
  - 空想特撮シリーズ ウルトラマン 4Kディスカバリー「正義のものがたり」
- ウルトラマンアーク THE MOVIE 超次元大決戦!光と闇のアーク：2025年2月21日公開

### アニメ映画
- ウルトラマンキッズ M7.8星のゆかいな仲間：1984年3月17日公開（ウルトラマンZOFFY併映）
- ウルトラマンUSA：1989年4月28日公開 アメリカとの合作。（ウルトラマン大会内）
- ウルトラマンキッズ（幕間映像）：1989年4月28日公開 （ウルトラマン大会内）
- ウルトラマンカンパニー こちらウルカン特捜(騒)隊で〜す!：1996年3月9日公開（ワンダフルワールド内）
- ウルトラニャン 星空から舞い降りたふしぎネコ：1997年4月12日公開（ゼアス2併映）
- ウルトラニャン2 ハッピー大作戦：1998年3月14日公開（ティガ&ダイナ併映）
- ウルトラマンM78劇場 Love & Peace：1999年3月6日公開（ティガ・ダイナ&ガイア併映）
- 大怪獣ラッシュ ウルトラフロンティア DINO-TANK hunting：2013年9月7日公開（ギンガ併映）
- 大怪獣ラッシュ ウルトラフロンティア VEROKRON hunting：2014年3月15日公開（ギンガ第2作併映）
- ザ・ウルトラマン ジャッカル対ウルトラマン：2015年9月4日公開（日本アニメ（ーター）見本市内）
- 怪獣娘（黒）〜ウルトラ怪獣擬人化計画〜：2018年11月23日公開
- ULTRAMAN: RISING（英語版）：2024年6月14日公開（Netflix配信）
- 長編アニメ映画 ザ☆ウルトラマン ウルトラの星へ!!：2024年10月4日公開（円谷映画祭2024 Part1内）

### ゲスト出演
- アニメちゃん カネゴン、ピグモン主演。
- みんなあげちゃう ウルトラの母出演。

### VRアトラクション
- ウルトラマンゼロ Another Battle 〜光と力〜：2017年3月18日公開（4D王専用）
- ウルトラマンゼロVR 大都会の戦慄 エレキング対ゼロ：2017年10月1日公開（VRシアター用）
- ウルトラファイトVR：2017年10月1日公開（VRシアター用）
- かいじゅうのすみか VRアドベンチャー：2020年3月31日導入（VRテーマパーク用アトラクション）
- ウルトラセブン THE ATTRACTION 史上最速の作戦：2023年12月1日開始（体験型VRアトラクション）

## オリジナルビデオ

### 平成ウルトラシリーズ
- ウルトラセブン誕生30周年記念3部作
- ウルトラセブン1999最終章6部作
- ウルトラマンネオス
- ウルトラマンティガ外伝 古代に蘇る巨人
- ウルトラマンダイナ 帰ってきたハネジロー
- ウルトラマンガイア ガイアよ再び
- ウルトラセブン誕生35周年“EVOLUTION”5部作
- ウルトラマンメビウス外伝 アーマードダークネス
- ウルトラマンメビウス外伝 ゴーストリバース
- ウルトラ銀河伝説外伝 ウルトラマンゼロVSダークロプスゼロ
- ウルトラマンゼロ外伝 キラー ザ ビートスター

### オリジナルビデオアニメ
- ウルトラマングラフィティ おいでよ!ウルトラの国
- ウルトラマン超闘士激伝
- ウルトラマンキッズの消防隊（非売品、全国の消防署に配布）

### オリジナルビデオドラマ
- ウルトラヒロイン伝説 アンヌからセブンヘ
- ウルトラマンの工場
- 夢の通ひ路〜ウルトラマンの謎
- ウルトラマンのシュワッチ!宇宙探検（非売品、図書館で貸出）
- ウルトラマンのTVゲーム大冒険（非売品、図書館で貸出）
- ウルトラマン怪獣伝説 40年目の真実
- ウルトラQ怪獣伝説 万城目淳の告白

### その他
- バンダイ スーパービデオセレクションのウルトラシリーズタイトル々
- ウルトラマンキヨタカ
- ウルトラスーパーファイト
- ウルトラビッグファイト
- ウルトラマンワールド
- ウルトラマンVS仮面ライダー
- テレビマガジン特製 ウルトラマンティガ スーパービデオ
- ウルトラサンタのクリスマス（2011年12月1日配布、ウルトラマンショップ限定プレミアムDVD）
- 激闘バトル!ウルトラマンタカミ―
- SKaRD休憩室

## Web配信
- ウルトラマンメビウス外伝 ヒカリサーガ
- カネゴン KANEGON
- ウルトラマンオーブ THE ORIGIN SAGA
- ULTRAMAN_n/a
- ウルトラギャラクシーファイト ニュージェネレーションヒーローズ
- ウルトラギャラクシーファイト 大いなる陰謀
- セブンガーファイト
- ウルトラマン -シンガポールの新たな力-[2][3]
- ウルトラギャラクシーファイト 運命の衝突
- シン・ウルトラファイト
- 続・ウルトラファイト
- ウルトラマンレグロス ファーストミッション
- ウルトラマンレグロス
- ウルトラソフビワールド
- ウルトラセブン IF Story 『55年前の未来』

ボイスドラマ
- トライスクワット ボイスドラマ
- ウルトラマンゼット&ゼロ ボイスドラマ
- ギャラクシーレスキュー ボイスドラマ
- ウルトラヒーローズEXPO2022 サマーフェスティバル ボイスドラマ
- ウルトラマンレグロス ボイスドラマ
- ビジュアルボイスドラマ ウルトラセブン IF Story 『55年前の未来』
- ウルトラマンブレーザー THE MOVIE スペシャルボイスドラマ

短編動画
- ダダダ モンスターパーティ（ウルトラチャンネル配信）
- 今週の俺様（ウルトラマンベリアル映画連動ムービー）
- ウルトラマン基金・ウルトラマンメッセージ（東日本大震災に対して応援動画配信）
- 全力ケムール坂/ウルトラQファイト/ぶらりカネゴンの旅
- ウルトラ怪獣御殿（レオパレス21入居者限定配信）
- ウルトラマイポケット（NTTコミュニケーションとコラボ）
- スパークドールズ劇場（Web版）
- ペガの『ウルトラマンジード アクションファイル』
- ペガの『ジーッとしないで、〇〇しようぜ!』
- 湊アサヒ&ペガの応援チャレンジ
- メッセンジャーZ
- ウルトラマンゼットのサプライズ大作戦
- マルっとナビ
- ナースデッセイ開発秘話〜特務3課奮闘記〜
- ウルトラマントリガー&初代ウルトラマン、夢の共演!
- GUTS-SELECT交流記 〜帰ってきた特務3課〜
- スーパーパワー!ウルトラヒーロー超百科（YouTube 2024年10月4日 - ）

## 舞台
- ウルトラマンライブステージ
- ウルトラマンスーパーステージ
- ウルトラマンプレミアステージ
- ウルトラヒーローバトル劇場
- ウルトラマンライブ プレシャスステージ
- DARKNESS HEELS〜THE LIVE〜

## CM
- 大手石油会社の出光興産がウルトラマンゼアスとタイアップしたCMを放送。2007年からは「進めウルトラ出光人」という3人の新しいウルトラマンが登場。以前は初代ウルトラマンやカネゴンが女優の菅野美穂と共演している。
- 暖房機メーカーのコロナは、ウルトラマンティガ以降のウルトラヒーローを起用してのCMを流している。2005年度はウルトラマンネクサスジュネッスブルー他が登場。
- 2005年の川崎市長選の宣伝キャラクターとしてウルトラマンキッズが起用された。
- 2009年のホンダ・ステップワゴンのCMキャラクターとしてウルトラ家族（ウルトラマン、セブン、エース、タロウ、ダイナ、メビウス、父、母）が登場している。

## 制作中止になった企画
ウルトラマン ジャイアント作戦
劇場用作品。テレビシリーズ編集の企画に変更され、検討された内容の一部はテレビシリーズに生かされる。後に本案を基にした漫画や小説が制作されている。
ウルトラマン 怪獣聖書
劇場用作品。佐々木守脚本、実相寺昭雄監督、ATG製作で『ウルトラマン』放送当時の1966年を舞台に、科特隊などのキャストを総変更して製作する予定で脚本も執筆されていた。しかし、ATGなどの都合や、ムラマツキャップ役の小林昭二によるとハヤタとアキコを若いキャストにしたいという申し出があって出演を断ったため、未製作に終わった。『ウルトラQザ・ムービー 星の伝説』の基になる。
ウルトラ超伝説
劇場用作品。『ウルトラマン物語』の次回作として検討されたが、結果が芳しくなかったために企画凍結となった。
ウルトラQ モンスターコンチェルト
劇場用作品。怪獣デザイン公募が行われ、佐々木守による脚本も執筆されていたが、未制作に終わった。企画内容と製作会社を変更し、『ウルトラQザ・ムービー』となる（円谷プロと円谷映像は別会社）。
当時キャラクターデザイナーとして活動していた雨宮慶太は、本作品の怪獣デザイン公募に応募したことがきっかけで、『ウルトラマンUSA』のモンスターデザインに起用された。
ウルトラマンG 第2シーズン
日本案とオーストラリア案の二つが存在し、オーストラリア側の続編企画案は、テリー・ラーセンによって考えられていたが詳細は不明。
日本案はシノプシス集が会川昇によりまとめられている。第14話 - 第17話は「バルタン星人編」として、地球へ来襲したバルタン星人に合体巨大化して立ち向かうリュグローとヴェロニカ夫妻の危機に、グレートが帰還するという展開で、ウルトラ兄弟の客演も検討されていた。バルタン星人のデザインも吉田穣によって描かれており、通常の個体の他にトライポッドのような3本足のバルタン星人も描かれている。
ウルトラマンG 日本編
劇場用作品。複数進行していた『G』の続編企画の一つだが、未製作に終わった。
ウルトラマン バルタン星人大逆襲 ウルトラマン・ジュニア誕生
飯島敏宏著『バルタンの星のもとに』掲載未映像化シナリオ。後に制作された『THE FIRST CONTACT』に反映された。
ウルトラマン－遥（はる）かなる夢幻境へ翔（と）べ－
中国との合作企画。佐々木守脚本で絵コンテおよびキャラクターデザインも完成していたが、中国側との諸般の事情によって製作されなかった。一部デザインがウルトラマンネオスに流用される。
ウルトラマンネオス（テレビシリーズ）
ウルトラシリーズ30周年として企画が進められてパイロット版も製作されたが、それまでのウルトラシリーズのTBSでの放送枠が確保できずにMBSの放映枠が確保できたため、別企画に変更という形で中止になった。MBSでの企画は『ティガ』になり、『ネオス』は2000年にデザインや設定を変更してオリジナルビデオ作品として製作された。
ウルトラマンゼアス3
企画が提出された際に、『ティガ&ダイナ』の製作が決定していた。
ウルトラマンジャスティス
テレビシリーズ『コスモス』の後番組として予定され、『THE BLUE PLANET』にも顔見せで登場していたが製作されず、『THE FINAL BATTLE』でキャラクターの掘り下げが行われた。
YELLOW EYES
劇場用作品。9.11（アメリカ同時多発テロ事件）の影響で企画倒れとなった。ウルトラマンに変身する若者が元は正義の味方ではなく、戦いの中で成長して正義に目覚めるという『ネクサス』以上にダークな路線で企画が進められていたが、テロの影響で路線変更を余儀なくされ、後によりファミリー向けな『ULTRAMAN』に企画が変更された。タイトルの意味は、警告信号の色とウルトラマンの眼の色を合わせたダブル・ミーニングである。
ULTRAMAN 2 requiem
『ULTRAMAN』の不振および『ネクサス』の打切りによって企画凍結。物語の舞台になる予定だったのは神戸であり、後に『メビウス&ウルトラ兄弟』の物語の舞台となった。
2016年に行われた日本映画監督協会上映会にて小中は断片的に本作の内容について触れており、「怪獣の殺人者ウルトラマンへの疑問提示を行い、戦い以外で決着をつける」という趣旨だったとのこと。準備稿ではウルトラマンノアやスペースビーストなどNプロジェクトの根幹をなす存在は全く登場せず、「主人公は4人の少年少女」、「怪獣は"〜エレメント"という名称」、「怪獣はミミズや犬や人間の変異体」などと記載されていたという証言が多数残っている。
ウルトラマンメビウス&ウルトラ兄弟2
『超ウルトラ8兄弟』の当初の企画で、前作『メビウス&ウルトラ兄弟』およびテレビシリーズ『メビウス』の続編。前作とテレビシリーズに登場しなかった東光太郎とウルトラマンタロウを主人公として、ストーリーや怪獣のデザイン画も完成していたが、映像化には至らなかった。DVDメモリアルボックスに同梱されたレプリカ台本には、その初期プロット（あらすじ）が掲載されている。

## 円谷プロダクション非公認作品
- ハヌマーンと11人のウルトラマン（英題：SPACE WARRIORS 2000）（1984年、タイ・アメリカ映画、制作：チャイヨー・プロダクション）
- ウルトラマンミレニアム（キャラクター、制作：チャイヨー・プロダクション）
  - Ultraman Millennium Live Show in Bangkok 2001（2001年、タイのライブステージ、制作：チャイヨー・プロダクション）
  - Ultraman Thailand Tour 2003（2003年、タイのライブステージ、制作：チャイヨー・プロダクション）
  - Ultraman Live Show 4D（2004年、タイのライブステージ、制作：チャイヨー・プロダクション）
  - PROJECT ULTRAMAN（2006年、タイ・中国にてテレビ放送予定であったが中止、制作：チャイヨー・プロダクション）
- 钢铁飞龙之再见奥特曼（英題：Dragon Force: So Long Ultraman、翻訳：ドラゴンフォース さようならウルトラマン（英語版））（2017年10月1日、中国映画、制作：広州藍弧文化伝播（ブルーアーク））
  - 钢铁飞龙2之奥特曼力量（英題：Dragon Force 2: Power of Ultraman、翻訳：ドラゴンフォース2 パワー・オブ・ウルトラマン）（2018年11月21日 - 、中国 Web配信 全26話、制作：広州藍弧文化伝播（ブルーアーク））
  - 钢铁飞龙之奥特曼崛起（英題：Dragon Force: Rise of Ultraman、翻訳：ドラゴンフォース ライズ・オブ・ウルトラマン（中国語版））（2019年1月18日公開、中国映画、制作：広州藍弧文化伝播（ブルーアーク））

## ゲームソフト
アーケード、コンシューマー共に一部の作品以外はバンダイナムコゲームス（旧バンダイレーベルと旧バンプレストレーベル）の発売である。

### ウルトラシリーズが題材
- ウルトラマン（MSX）: アクションゲーム
- ウルトラマン 怪獣帝国の逆襲（ファミリーコンピュータ ディスクシステム）：横スクロールアクションゲーム
- ウルトラマン2 出撃科特隊 (ファミリーコンピュータ ディスクシステム): アクションシューティングゲーム
- ウルトラ作戦 科特隊出撃せよ!（PC-9800シリーズ）：ウルトラマン登場以前の科特隊と怪獣の戦いをゲーム化。
- ウルトラマン（アーケードゲーム、スーパーファミコン、ゲームボーイ、メガドライブ）：ウルトラマンと怪獣との対決を格闘ゲーム化。北米でスーパーニンテンドー外版『Ultraman Towards the Future』は『グレート』をベースにしたゲーム化作品。『ウルトラマン 光の国の使者』はワンダースワンカラーソフトのリメイク版。
- ウルトラセブン（スーパーファミコン）：セブンと怪獣との対決を格闘ゲーム化。
- CULT MASTER ウルトラマンに魅せられて（ゲームボーイ）：クイズゲーム。
- ウルトラマンパワード（3DO）：パワードと怪獣との対決を格闘ゲーム化。ハードの性能を活かした実写取り込みの動画などによる演出が特徴。
- ウルトラマンVSかいじゅうくんだん！！ (Piko)
- ウルトラヒーロー (Piko)
- ウルトラマン 光の巨人伝説（セガサターン）：ウルトラマンからタロウが登場する格闘ゲーム。
- ウルトラマン図鑑 (セガサターン), 講談社発売
- ウルトラマン図鑑2 (セガサターン), 講談社発売
- ウルトラマン図鑑3 (セガサターン), 講談社発売
- ウルトラマンティガ (Piko)
- ウルトラマンティガ　アクションデサイナー（ピピンアットマーク）
- ウルトラマン Fighting Evolution（ウルトラマンファイティングエボリューション）（PlayStation）
- ウルトラマンティガ&ウルトラマンダイナ 新たなる二つの光（PlayStation）：3D格闘ゲーム
- ウルトラマンダイナ (Piko)
- 新ウルトラヒーロー (Piko)
- キッズステーション ぼくらとあそぼう! ウルトラマンTV（PlayStation）
- キッズステーション ウルトラマンコスモス 勇者のちかい（PlayStation）
- 新世紀ウルトラマン伝説 (Piko)
- ウルトラマン Fighting Evolution2（ウルトラマンファイティングエボリューション2）（PlayStation 2）
- ウルトラマン Fighting Evolution3（ウルトラマンファイティングエボリューション3）（PlayStation 2）：前作までの昭和のウルトラマンに加えて、平成のウルトラマンも登場する。新しいモードも多く搭載している。
- 対決!ウルトラヒーロー（ゲームボーイアドバンス, ジョルダン発売）：昭和、平成のウルトラ戦士と怪獣が入り乱れての2D対戦格闘ゲーム。
- ウルトラ警備隊 モンスターアタック（ゲームボーイアドバンス, ロケットカンパニー発売）：シミュレーションRPG
- ウルトラマン（PlayStation 2）：ウルトラマンのストーリーを忠実に再現した今までにないウルトラマンゲーム。ハヤタの行動からウルトラマンの荒業まで、限りなくリアルになっている。
- ウルトラマン Fighting Evolution Rebirth（ウルトラマンファイティングエボリューションリバース）（PlayStation 2）：システムを一新して新たにネビュラコンボを投入。EXゴモラなどのゲームオリジナル怪獣が登場。
- ウルトラマンネクサス（PlayStation 2）：同名の作品を題材にした3D格闘アクション。ULTRA N PROJECT関連のキャラクターも登場。
- ウルトラマン Fighting Evolution 0（ウルトラマンファイティングエボリューション0）（PlayStation Portable）：映画『ウルトラマンメビウス&ウルトラ兄弟』と連動した作品。メビウス、ウルトラの父が新登場。
- 大怪獣バトル ULTRA MONSTERS（だいかいじゅうバトルウルトラモンスターズ）（アーケードゲーム）：怪獣が入り乱れて戦うデータカードダスの一種。後に「EX」、「NEO」、「RR」とシリーズが変わっていく。
- 大怪獣バトルウルトラコロシアム（だいかいじゅうバトルウルトラコロシアム）（Wii）：大怪獣バトルの移植作品。アーケード版に無いモードと円谷プロ監修の新ストーリーも追加。
- 大怪獣バトルウルトラコロシアムDX ウルトラ戦士大集結（Wii）：上段の続編。新たに「VSウルトラマンモード」が登場。
- ウルトラ警備隊 空想特撮ゲーム：ウルトラマンから80までの防衛隊機を動かして、怪獣たちを殲滅するアーケード用のシューティングゲーム。
- 怪獣バスターズ（ニンテンドーDS）：怪獣討伐アクション
- 怪獣バスターズPOWERED（ニンテンドーDS）：上段の続編。新たにカイザーベリアル、にせウルトラマン、ニセウルトラマンメビウスなどが登場。新惑星「アシル」、「ピリカ」や、新兵器「パワードバギー」も登場。『ウルトラマンゼロ THE MOVIE 超決戦!ベリアル銀河帝国』の入場者プレゼントとして、劇場配布される大怪獣バトルRRカードに記載されたパスワードを入力すると、ウルティメイトフォースゼロのコスチュームが開発できるようになる
- ウルトラマン オールスタークロニクル（PlayStation Portable）：新旧のウルトラマンを操り、怪獣軍団と戦うシミュレーションRPG
- 大怪獣ラッシュ ウルトラフロンティア（アーケードゲーム）：データカードダスの一つ
- ウルトラマン フュージョンファイト!（アーケードゲーム）：データカードダスの一つ
- なりキッズパーク ウルトラマンR/B（Nintendo Switch）
- ウルトラ怪獣モンスターファーム（Nintendo Switch）

### SDキャラクターが主人公
- ウルトラマン倶楽部シリーズ（ファミリーコンピュータ）：SDキャラによるRPG。
- ウルトラマン倶楽部 敵怪獣ヲ発見セヨ!（ゲームボーイ）：シミュレーションゲーム
- ウルトラマン倶楽部 戦え!ウルトラマン兄弟!!（アーケードゲーム）：アクションゲーム
- ウルトラマン超闘士激伝 (ゲームボーイ):アクションゲーム
- ウルトラ闘魂伝説（アーケードゲーム）：ベルトスクロール格闘アクション
- ウルトラマンボール (ゲームボーイ)
- ウルトラリーグ 燃えろ! サッカー大決戦!!（スーパーファミコン）
- ウルトラマンキッズとびだせ！スペースピクニック: (Piko), ゼネラル・エンタテイメント発売
- SDウルトラバトル ウルトラマン伝説 / ウルトラセブン伝説（スーパーファミコン）
- ウルトラマンゼアス（PlayStation）：ボードゲーム, 東北新社発売
- ウルトラマン デジタルボードゲーム（ピピンアットマーク）
- ウルトラマンの挑戦！迷路アイランド（ピピンアットマーク）
- ウルトラマンクイズ王（ピピンアットマーク）

### PDキャラクターが主人公
- PDウルトラマンインベーダー（PlayStation）
- PDウルトラマンリンク（セガサターン）：落ち物パズルゲーム
- PDウルトラマンバトルコレクション64（NINTENDO64）

### プレイディアのウルトラシリーズゲームタイトル
- ウルトラマンパワード〜怪獣撃滅作戦〜：BAPD-04
- ウルトラセブン〜地球防衛作戦〜：BAPD-10
- ウルトラマン〜ひらがな大作戦〜：BAPD-22
- ウルトラマン〜アルファベットTVへようこそ〜：BAPD-23
- ウルトラマン〜おいでよ!ウルトラ幼稚園〜：BAPD-26
- ウルトラマン〜ウルトラランド すうじであそぼう〜：BAPD-28
- ウルトラマン〜知能アップ大作戦〜：BAPD-29

### 特撮ヒーロー混載型・クロスオーバーゲーム
- コンパチヒーローシリーズ：SD特撮ヒーロー混載型ゲーム
- スーパーヒーロー作戦シリーズ：SD特撮ヒーロー混載型RPG
- 楽しく遊んで能力アップ!! たのしい幼稚園 (Piko)
- 楽しく遊んで能力アップ!! たのしい幼稚園'95年版 (Piko)
- バトルフォーメーション：ヘクスマップを採用した4人対戦形式のシミュレーションゲーム
- スーパー特撮大戦2001：特撮ヒーロー混載型シミュレーションRPG
- チャリンコヒーロー：SD特撮ヒーロー混載型レースゲーム
- TANK!TANK!TANK! :	体感型バトルパーティーゲーム（シューティングゲーム）
- 巨影都市：SFサバイバルアクションアドベンチャーゲー厶
- オーバーライド2：スーパーメカリーグ:  Modus Games発売
- スーパーロボット大戦30:アニメ『ULTRAMAN』参戦
- ゴジラバトルライン: モバイルゲーム、シン・ジャパン・ヒーローズ・ユニバースコラボ限定参戦
- SD シン・仮面ライダー 乱舞: 「シン・ウルトラマンパック」は追加ダウンロードコンテンツ
- GigaBash: Passion Republic Games発売

## モバイルゲーム
バンダイネットワークス
- ウルトラマン（i-mode、EZweb、Yahoo!ケータイ）：家庭用ゲームの移植
- 花めくりウルトラマン（i-mode、EZweb、Yahoo!ケータイ）：FLASHアプリ
- ウルトラセブン 湖のひみつ エレキングを倒せ!（i-mode、EZweb、Yahoo!ケータイ）：FLASHアプリ
- ウルトラマンA　異次元人ヤプールの野望（i-mode、EZweb、Yahoo!ケータイ）：FLASHアプリ
- ウルトラマンティガ 輝けるものたちへ（i-mode、EZweb、Yahoo!ケータイ）：FLASHアプリ

バンダイナムコゲームス
- ウルトラマン大戦（i-mode、EZweb、Yahoo!ケータイ）：フィーチャーフォン版「GREE」
- ウルトラマンバトルコレクション（i-mode、EZweb、Yahoo!ケータイ）：フィーチャーフォンとスマートフォン版「Mobage」
- ウルトラマン パズル魂（iOS端末、Android端末）：スマートフォン用
- ウルトラ怪獣バトルブリーダーズ（iOS端末、Android端末）：スマートフォン用

GMOゲームセンター
- ウルトラマンたこ焼きの達人（Android端末）スマートフォン版「Gゲー」
- ウルトラマンわたがしの達人（Android端末）スマートフォン版「Gゲー」
- ウルトラマン輪投げの達人（Android端末）スマートフォン版「Gゲー」
- ウルトラマン射的の達人（Android端末）スマートフォン版「Gゲー」
- ウルトラマンONE WAY RACING（Android端末、iOS端末）：スマートフォン版「Gゲー」
- ウルトラマンピンポンマスター（Android端末、iOS端末）：スマートフォン版「Gゲー」
- ウルトラマンなんて怖くない! 怪獣大逆襲（iOS端末、Android端末）スマートフォン版「Gゲー」

e-Dragon Power
- ウルトラマン大決戦! ウルトラユニバース（iOS端末、Android端末）：スマートフォン用

フューチャースコープ
- パチスロ ウルトラマンウォーズ（iOS端末、Android端末）：スマートフォン用「au スマートパス」（実機からの移植）

フィールズ
- ウルトラ怪獣クエスト〜円谷プロ怪獣キャッチ&バトル〜（Android端末、iOS端末）：スマートフォン用

Nobollel Inc.
- 怪獣娘〜ウルトラ特訓大作戦〜（Android端末、iOS端末）：スマートフォン用

カゼ・ネット
- 大怪獣バトル ウルトラ銀河伝説 デジタルピンボール（iOS端末）：スマートフォン用

Animoca Collective
- Ultraman Galaxy（iOS端末）：スマートフォン用 (日本未発売)

DAYAMONZ
- ULTRAMAN:BE ULTRA （iOS端末、Android端末）：スマートフォン用

### 円谷プロダクション非公認ゲーム作品
- Ultraman Explores the Wonderful World (PC)
- Ultraman Dabbles with Science (PC)
- Ultraman Travels to England (PC)
- Ultraman Conquers Math (PC)
- Ultraman Episode 1: The Taro Adventure (Microsoft Windows XP)
- Ultraman Galaxy Alert (Microsoft Windows XP)
- Ultraman Happy Study 1 (Microsoft Windows XP)
- Ultraman Happy Study 2 (Microsoft Windows XP)
- Ultraman Happy Study 3 (Microsoft Windows XP)
- Ultraman Little Adventure (Microsoft Windows XP)
- Ultraman Monster Crisis (Microsoft Windows XP)
- Ultraman Power Fighter (Microsoft Windows XP)
- Ultraman The Ultimate Fighting (Microsoft Windows XP)
- Ultraman Rumble （Android端末、iOS端末）：スマートフォン用
- Ultraman Battle Online （Android端末、iOS端末）：スマートフォン用
- Ultraman Bros. （Android端末、iOS端末）：スマートフォン用
- Ultraman Rumble 2: Heroes Arena （Android端末、iOS端末）：スマートフォン用
- Ultraman Rumble 3 （Android端末、iOS端末）：スマートフォン用
- 『Ultraman: Kaiju Kombat AR』と『Ultraman: Kaiju Kombat』
  - Elevated Gamesからのこれらのモバイルゲームは、NFTの論争のために円谷プロダクションからのライセンスが取り消されました

## 遊技機

### パチスロ
- ウルトラセブン（サミー）：1997年1月導入
- ウルトラマン4号機（サミー）
- ウルトラマン倶楽部3（サミー）：1998年導入
- ウルトラセブンFINAL（サミー）：2000年11月導入
- ウルトラマン倶楽部ST（サミー）：2005年9月導入
  - 実践パチスロ必勝法ウルトラマン倶楽部ST (2006年3月16日, PlayStation 2, サミー)
- ウルトラマン・ザ・スロット（山佐）：2008年12月導入
- パチスロ ウルトラセブン（山佐）：2011年8月導入
- ウルトラマンウォーズ（ビスティ）：2013年10月導入
- パチスロ ウルトラマン（七匠）：2016年3月導入
- パチスロ バルタン星人（七匠）：2016年6月導入
- ぱちスロ ウルトラセブン（オッケー.）：2017年9月導入

### パチンコ
- ウルトラマン(大一商会 1997年3月導入)
- CRウルトラマン銀河V(大一商会）
- CRぱちんこウルトラセブン（京楽産業 2005年5月導入）
- CRウルトラQ（ニューギン 2006年9月導入）
- CRバルタン星人!?（エース電研 2006年10月導入）
- CR羽根ぱちんこウルトラセブン（京楽産業 2006年11月導入）
- CRぱちんこウルトラマン（京楽産業 2006年12月導入）
  - 『ぱちんこウルトラマン パチってちょんまげ達人12』（ハックベリー、2007年5月24日、PlayStation 2用ゲームソフト）
- CRぱちんこウルトラマンタロウ 戦え!!ウルトラ6兄弟（京楽産業 2012年4月導入）
- CRぱちんこウルトラマンタロウ 暗黒の逆襲（京楽産業 2013年2月導入）
- CRぱちんこウルトラバトル烈伝 戦えゼロ!若き最強戦士（オッケー. 2015年3月導入）
- CRAぱちんこウルトラバトル列伝 戦えゼロ！若き最強戦士 Light Edition（オッケー. 2017年3月導入）
- CRぱちんこウルトラセブン2（京楽産業 2018年7月）

## 出版物

### 小説
- 怪獣大全集3 怪獣絵物語ウルトラマン（作：金城哲夫） 再版時に『小説 ウルトラマン』に改題。
- ウルトラマン VOL.1 ゴールドラッシュ作戦（作：実相寺昭雄）
- ノベライズ版 ウルトラマン ジャイアント作戦（作：千束北男）
- ウルトラセブン VOL.1 狙われた星（作：実相寺昭雄）
- 小説・ウルトラマンティガ 白狐の森（作：川上英幸）
- 深淵を歩くもの（作：小中千昭）
  - ウルトラマンティガのアナザーストーリー「深淵を歩くもの」、「キリエル人」を収録した短編集。
- 小説・ウルトラマンダイナ 平和の星・ジ・アザー（作：長谷川圭一）
- ウルトラセブン EPISODE：0（作：武上純希）
- ウルトラセブン EVOLUTION（作：武上純希）
- ウルトラQ dark fantasy（作：梅津裕一／岩佐まもる／長谷敏司／相坂きいろ）
- ウルトラマンメビウス アンデレスホリゾント（作：朱川湊人）
- ULTRASEVEN X（作：小林雄次）
- Another Genesis（作：足木淳一郎）
- ウルトラマン妹（作：小林雄次、イラスト：水瀬凛）

TSUBURAYA×HAYAKAWA UNIVERSE
- 多々良島ふたたび ウルトラ怪獣アンソロジー
  - 多々良島ふたたび（作：山本弘）
  - 宇宙からの贈りものたち（作：北野勇作）
  - マウンテンピーナッツ（作：小林泰三）
  - 影が来る（作：三津田信三）
  - 変身障害（作：藤崎慎吾）
  - 怪獣ルクスビグラの足型を取った男（作：田中啓文）
  - 痕の祀り（作：酉島伝法）
- ウルトラマンデュアル（作：三島浩司）
- ウルトラマンデュアル2（作：三島浩司）
  - ウルトラマンF（作：小林泰三）
- 小説 ティガ・ダイナ&ウルトラマンガイア 超時空のアドベンチャー（作：長谷川圭一）
- 蒼い瞳の少女は灰色と名乗った（作：武上純希）
  - 『ウルトラマンR/B超全集』収録。

### 連載漫画
テレビ放送と並行して連載されたものは省く。
- ウルトラマン THE FIRST
- ザ・ウルトラマン
- ウルトラ兄弟物語
- 決戦!ウルトラ兄弟
- ウルトラ超伝説
- COMIC'S★ウルトラ大全集
- ウルトラマン超闘士激伝
- ウルトラマンSTORY 0
- 大怪獣バトル ウルトラアドベンチャー
- ULTRAMAN（清水栄一×下口智裕作）
- ULTRAMAN (1993年シリーズ）(HARVEYコミックの「NEMESIS」ブランド）
- ULTRAMAN (1994年シリーズ）(HARVEYコミックの「NEMESIS」ブランド）
- THE RISE OF ULTRAMAN（MARVELコミック）[6]
- TRIALS OF ULTRAMAN（MARVELコミック）
- ULTRAMAN: THE MYSTERY OF ULTRASEVEN（MARVELコミック）

### パロディ漫画
- ウルトラ怪獣かっとび!ランド
- ウルトラ忍法帖シリーズ
- ウルトラファイト番外地
- ギャ〜☆ウルトラマン
- ウルトラマン10
- ウルトラ一家のタロウくん
- おまかせ!!ウルトラマンコスモスくん
- それいけ!ウルトラ兄弟
- それいけ!ウルトラ大怪獣
- おれ カネゴン
- セブンきゅ〜ぶ
- ウルトラ怪獣擬人化計画 ギャラクシー☆デイズ
- 酩酊！怪獣酒場
- 酩酊！怪獣酒場2nd
- ウルトラ怪獣擬人化計画feat.POP Comic code
- ウルトラジャーニー ツインテール少女とツインテールな僕
- ウル松さん（おそ松さんとのコラボコミック）

### 絵本
みやにしたつや作。劇団うりんこより舞台版「おとうさんはウルトラマン」も公演されている。
- おとうさんはウルトラマン
- おしえてウルトラマン
- おとうさんはウルトラマン おとうさんの休日
- 帰ってきたおとうさんはウルトラマン
- おとうさんはウルトラマン おとうさんの育自書
- パパはウルトラセブン
- パパはウルトラセブン みんなのおうち
- パパはウルトラセブン ママだってウルトラセブン
- いとしのウルトラマン
- ウルトラかいじゅう絵本シリーズ

### 雑誌
- ウルトラマンAGE
- ウルトラマンDNA - 小学館発行。2004年から2006年にかけて、Vol.5まで発行されていた情報誌。Vol.3までは、番宣スポットや店頭用販促PVを収録したDVDが付属していた。
- ウルトラマンノア - ウルトラマンの基本デザインを一新したULTRA N PROJECTの一環として制作された。従来の作品とは異なり、映像作品としては存在しない。但し、ウルトラマンNプロジェクトとしてプロモーション映像が作られ（ウルトラマンDNA付録DVDにも収録）、『ウルトラマンネクサス』最終回に登場。

### 新聞
2011年の「ウルトラマン生誕45周年記念」の企画の一環として報知新聞社（東京・大阪）・読売新聞中部支社（名古屋）・スポーツ報知西部本社（福岡）発行のスポーツ報知にて同6月21日から20回シリーズ連載「光の国を創った人たち」を連載。これはマンガではなく、ウルトラマンシリーズに関わった人物や俳優へのインタビューを通して、ウルトラマンの秘話に迫るというもの

## その他の媒体
ラジオ
- ウルトラQ倶楽部（2003年10月5日 - 2004年3月28日 TBSラジオ）

プラネタリウム上映作品
- ウルトラマン (プラネタリウム特別編)
- ウルトラマンティガ〜光の子供たちへ〜

イベント
#舞台も参照。
- ウルトラマンフェスティバル
- ウルトラファミリー大集合
- DARKNESS HEELS WORLD

人形劇
- ウルトラP

プロモーションビデオ
- 『ウクレレウルトラマン』PV
- 『星のように…』PV - MISIA
- 『メバエ』PV - nobodyknows+

インタラクティブトイ
- Let's TVプレイ なりきりファイトウルトラマン 撃て!必殺光線!!
- プレイムービー DXウルトラコクピット
  - プレイムービー DXウルトラコクピット専用ソフト ウルトラマンメビウス外伝 超銀河大戦

ドラマCD
- ウルトラ怪女子